# Urd (альбом)
Urd — девятый студийный альбом норвежской блэк-метал-группы Borknagar, выпущенный 26 марта 2012 года на лейбле Century Media Records. Это первый альбом, на котором Симен «ICS Vortex» Хестнес и Андреас «Vintersorg» Хедлунд делят вокал.

## Отзывы критиков
| Оценки критиков     | Оценки критиков |
| Источник            | Оценка          |
| ------------------- | --------------- |
| Metal Hammer        | [ 1 ]           |
| BraveWords          | [ 2 ]           |
| Rock Hard           | [ 3 ]           |
| Chronicles of Chaos | [ 4 ]           |
| Metal.de            | [ 5 ]           |
| Powermetal.de       | [ 6 ]           |
| Metal1.info         | [ 7 ]           |

Альбом получил крайне положительные отзывы от музыкальных критиков. Катарина из metal.de пишет, что музыкантам удалось создать настоящий шедевр.

## Список композиций
Вся музыка написана Эйстейном Брюном.
| №                   | Название                    | Длительность |
| ------------------- | --------------------------- | ------------ |
| 1.                  | «Epochalypse»               | 6:08         |
| 2.                  | «Roots»                     | 5:55         |
| 3.                  | «The Beauty of Dead Cities» | 4:15         |
| 4.                  | «The Earthling»             | 6:51         |
| 5.                  | «The Plains of Memories»    | 4:27         |
| 6.                  | «Mount Regency»             | 6:08         |
| 7.                  | «Frostrite»                 | 4:50         |
| 8.                  | «The Winter Eclipse»        | 8:45         |
| 9.                  | «In a Deeper World»         | 5:42         |
| Общая длительность: | Общая длительность:         | 53:01        |

| №  | Название                                | Длительность |
| -- | --------------------------------------- | ------------ |
| 1. | «Age of Creation»                       | 6:19         |
| 2. | «My Friend of Misery» (Metallica cover) | 6:16         |

## Участники
- Андреас Хедлунд (Vintersorg) — вокал, хор
- Эйстейн Брюн — гитара
- Йенс Фредрик Райланд — соло-гитара
- Симен Хэстнэс (ICS Vortex) — вокал, хор, бас-гитара
- Ларс Недланд — вокал, хор, клавишные
- Дэвид Кинкейд — ударные